# ميغيل استانيسلاو سولير
ميغيل استانيسلاو سولير هو عسكري وسياسي أرجنتيني، ولد في 7 مايو 1783 في بوينس آيرس في الأرجنتين، وتوفي في 23 سبتمبر 1849 في سان إيسيدرو في الأرجنتين. نشط حزبياً في Federalist Party (Argentina) ‏. وقد انتخب Governor of Buenos Aires Province ‏.